# Segelfluggelände Münsingen-Eisberg

i7
i11
i13
Das Segelfluggelände Münsingen-Eisberg liegt in der Stadt  Münsingen im Landkreis Reutlingen in Baden-Württemberg, etwa 4 km westlich des Zentrums von Münsingen.

## Flugbetrieb
Das Segelfluggelände ist mit einer 475 m langen und 30 m breiten Start- und Landebahn aus Gras (Richtung 08/26) ausgestattet. Es besitzt eine Betriebszulassung für Segelflugzeuge, Motorsegler und Ultraleichtflugzeuge. Segelflugzeuge starten per Flugzeugschlepp oder Windenstart. Nicht am Platz ansässige Motorflugzeuge benötigen eine vorherige Genehmigung des Platzhalters, um am Segelfluggelände Münsingen-Eisberg starten und landen zu dürfen (PPR). Der Halter und Betreiber des Segelfluggeländes ist der Luftsportverein Münsingen-Eisberg e. V.